# Alfred de Maghellen
Alfred de Maghellen, né le 28 juillet 1871 à Paris où il est mort le 22 novembre 1959, est un artiste peintre français.

## Biographie
Alfred de Maghellen est le fils de Henri Charles de Maghellen, graveur, et de Julie Louise Norgen.
Élève de son père et de Léon Auguste Tourny, il suit les enseignements de Benjamin-Constant, Jean-Paul Laurens et Georges Jules Moteley.
Membre de la Société des artistes français, il expose au Salon de 1888 à 1914.
Il obtient une mention honorable en 1929,le prix Raigecourt-Goyon en 1943,  le prix Rosa-Bonheur en 1945 et le prix Rémy Landeau en 1955.
En 1936, il épouse Blanche Clémence Benoist.
Il meurt à Hôpital Necker, le 22 novembre 1959, à l'âge de 88 ans.